# Убийство льежского епископа
«Убийство льежского епископа» (lang-fr|L’Assassinat de l'évêque de Liège) — картина французского художника Эжена Делакруа, написанная в 1828 или 1829 году. На картине изображена сцена из исторического романа Вальтера Скотта «Квентин Дорвард». Выставленная на парижском Салоне 1831 года, картина хранится в парижском Лувре.

## Создание
Делакруа едет в Англию с мая по август 1825 года, через два года после публикации «Квентина Дорварда». Затем он увлекся британской литературой, в частности Шекспиром и Вальтером Скоттом. „Квентин Дорвард“ вдохновил на создание нескольких работ:
- Арденнский Вепрь, изображает Гийома I де Ламарка. Выполнена тушью на бумаге в формате 15 х 10,5 см. (ок. 1827—1829). Париж, частная коллекция[3].
- Квентин Дорвард в таверне, (ок. 1828—1829), Музей изящных искусств Кана.

Картина была заказана герцогом Орлеанским и будущим королем Луи-Филиппом, который становится её владельцем. Некоторое время она выставлялся у издателя и арт-дилера Анри Гогена прежде чем была представлена в Салоне 1831 года.

## Описание
Сцена взята из главы „Квентина Дорварда“, в которой во время Льежских войн XV в. князя-епископа Льежского Луи Бурбона убивают люди Гийома де ла Марка. Пока Ла Марк пировал в большом зале епископского дворца, взятому в плен епископу угрожали и оскорбляли солдаты и повстанцы Льежа: он отверг предложения Ла Марка и был убит мясником Никкелем.
Большое помещение вдохновлено зданием суда в Руане и Вестминстер-холлом в Лондоне. Делакруа написал свою картину светотенью: белая банкетная скатерть образует ослепительное пятно в полумраке комнаты. Делакруа пришлось несколько раз пересматривать свои работы, чтобы добиться этого поразительного контраста. В своей переписке он проявляет беспокойство: эта композиция будет его Аустерлицем или его Ватерлоо. Он завершает его только тогда, когда уверен, что достиг своего „Аустерлица“.
Художник является частью романтической революции, отмеченной пристрастием к темным и жестоким сценам, подобным тем, которые Делакруа рисовал в „Смерти Сарданапале“ и „Казни дожа Марино Фальеро“. Он сочинил „Убийство епископа Льежского“ в тот же период, когда картина Буасси д’Англа приветствует голову заместителя Феро, 1-й год III прериаля демонстрировала революционное насилие, а „Битва при Нанси“ самого Делакруа — войны конца средних веков. В этих трех работах используется светотень. Буасси д’Англа, как и в „Льежский епископа“ изображают беспорядки в большой темной комнате, центр которой занимает светящееся пятно.

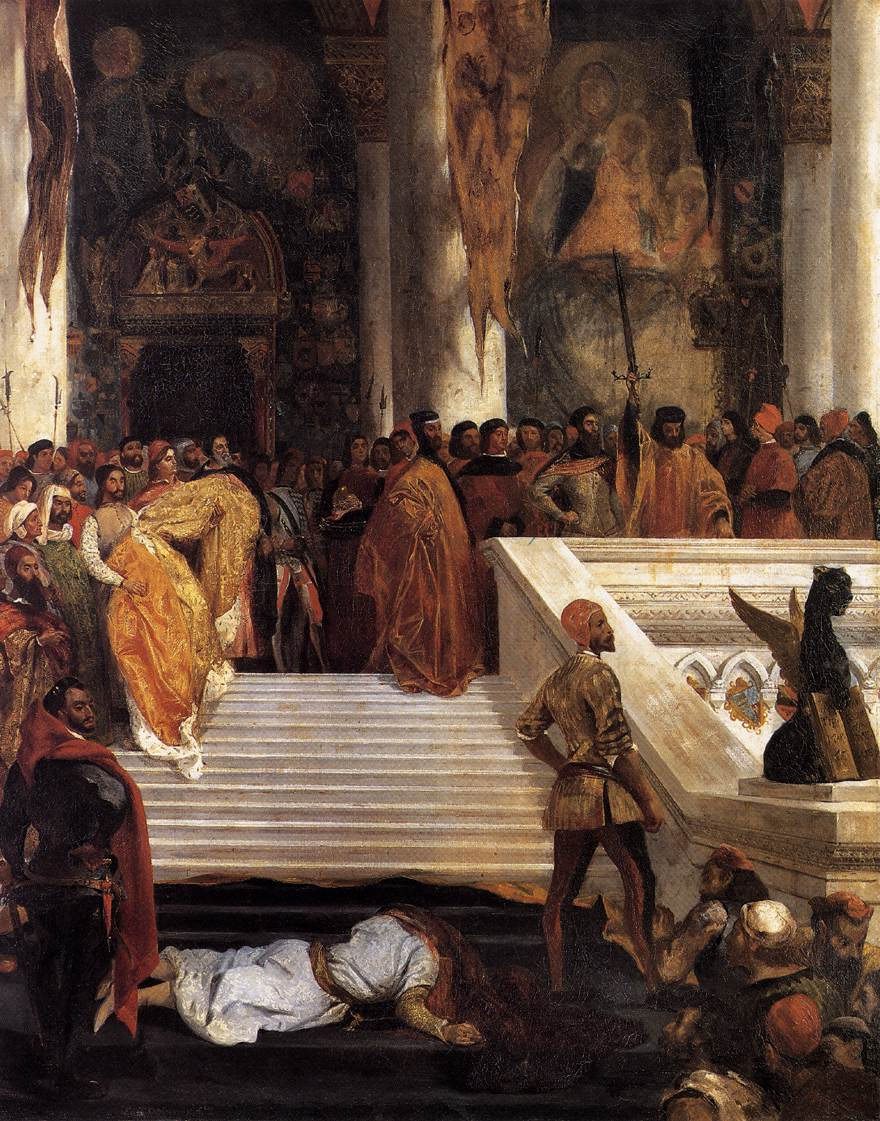
Казнь дожа Марино Фальеро, ок. 1826-1828.
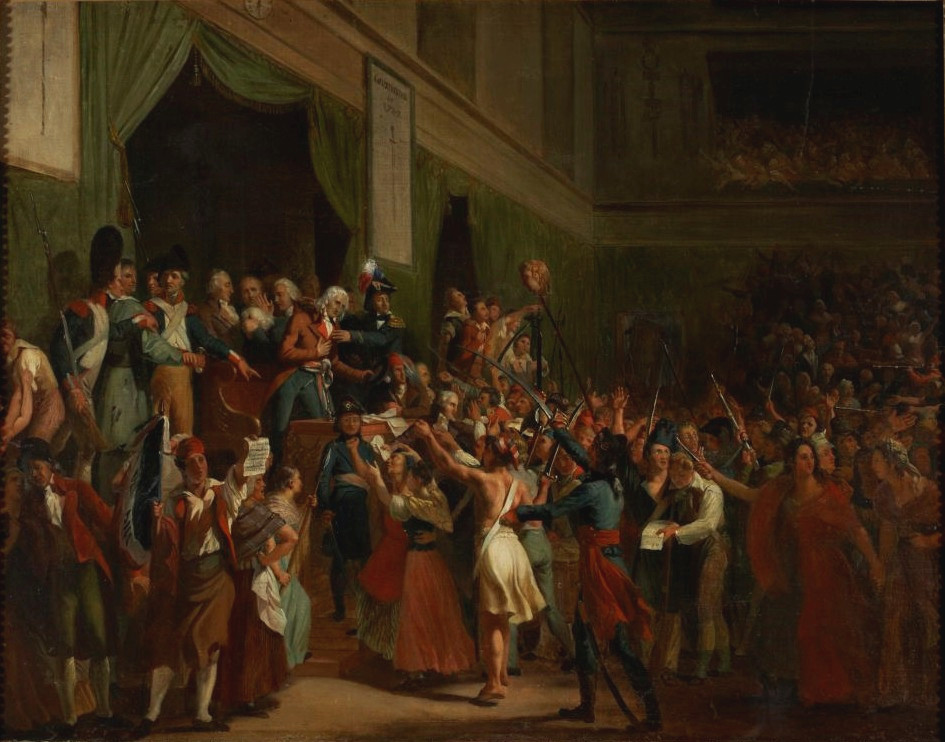
Буасси д'Англа приветствует голову заместителя Феро, 1-й год III прериаля, Шарля Фурнье де Орма, 1831 год.
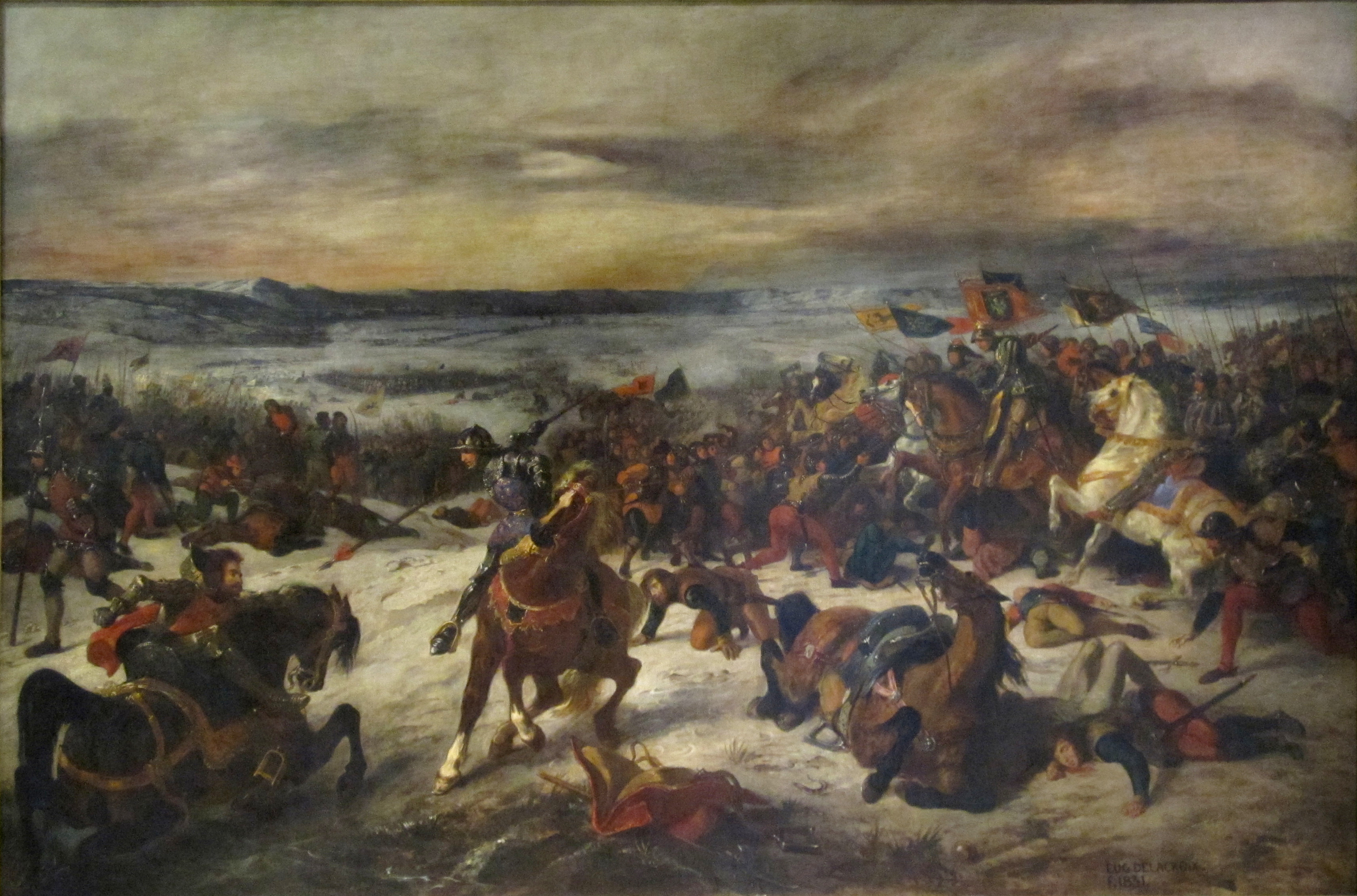
Битва при Нанси, 1831.

## Оценки
Критик Этьен-Жан Делеклюз писал,  это маленькое полотно кричит, вопит, богохульствует… мы слышим непристойные песни этого пьяного солдата. Какие фигуры разбойников!.. Какое веселое и кровожадное скотство! Как оно копошится и воет, как пламенеет и воняет! !
Теофиль Готье восторженно отнёся к картине.
Напротив, классическая критика неистовствовала против этого слишком новаторского произведения: «Мост Тайбура» был произведением дикаря, а «Убийство епископа Льежского» — яростным развратом варвара. Кем он был сам? Обезьяной в обноске Тициана
Это произведение сегодня считается по своему сюжету и лихорадочному исполнению одним из романтических манифестов Делакруа.